# Väg

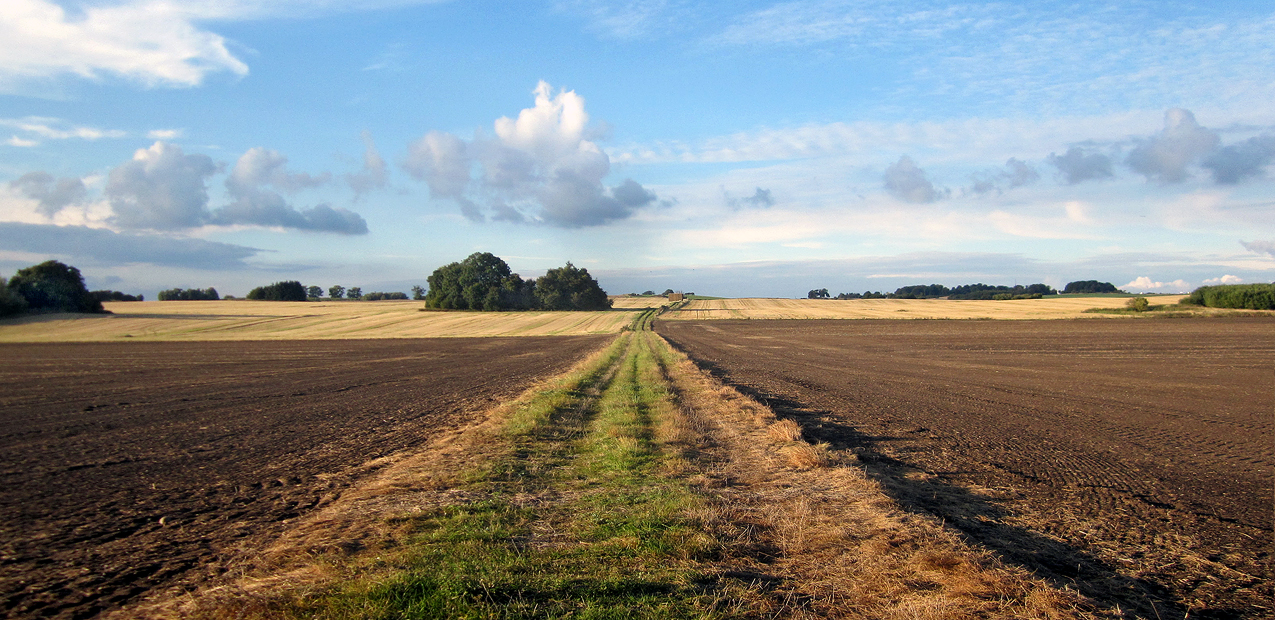
Traktorväg över odlad mark. Stora tvärvägen Ystad, 11 september 2013.

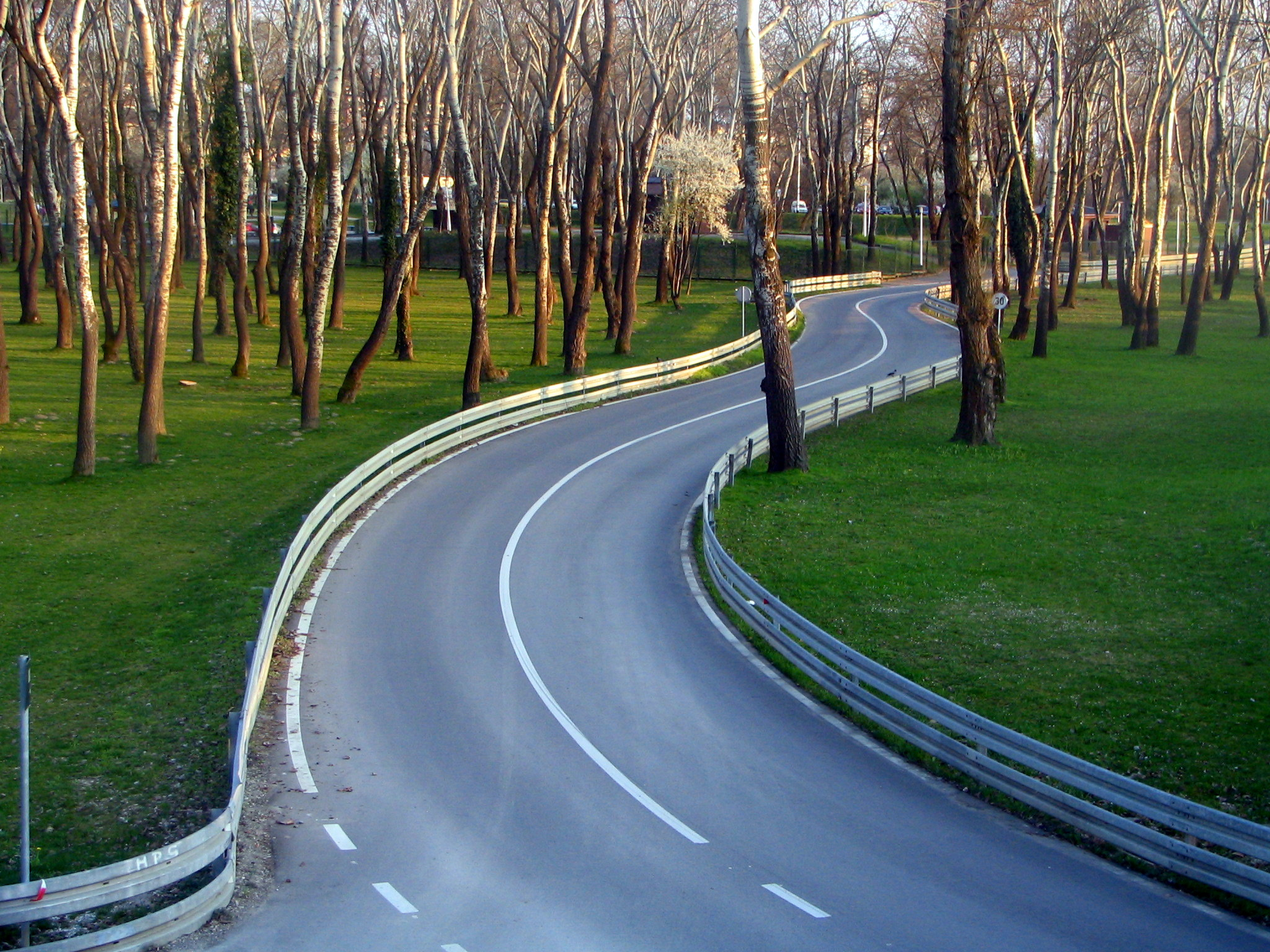
Slingrande väg genom park i Zagreb.

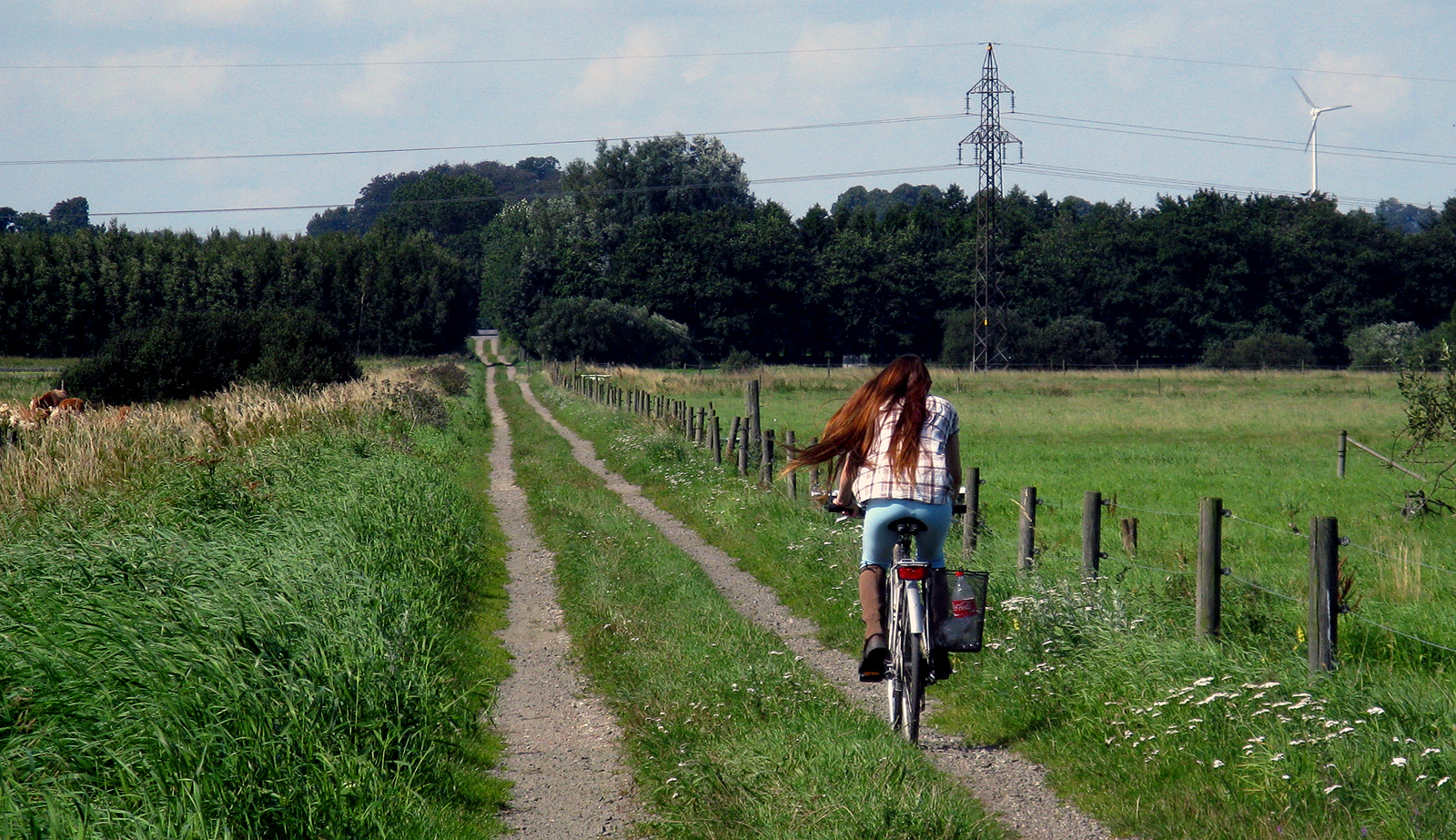
En traktorväg över Öja mosse i Ystad.

En väg är en plan landyta för transport mellan två platser. Den består av körbana och vägren.
Vägar kan anpassas för fordon, djur eller fotgängare. Numera är de ofta belagda, och vanligaste vägbeläggningen är av asfalt. Oljegrus, betong, grus och makadam är andra sorters vägbeläggningar.
Vägen byggs upp av olika lager som bland annat ska hantera dränering och fördelning av trycket från fordonstrafiken. Vägbeläggningen är det översta lagret.

## Utveckling

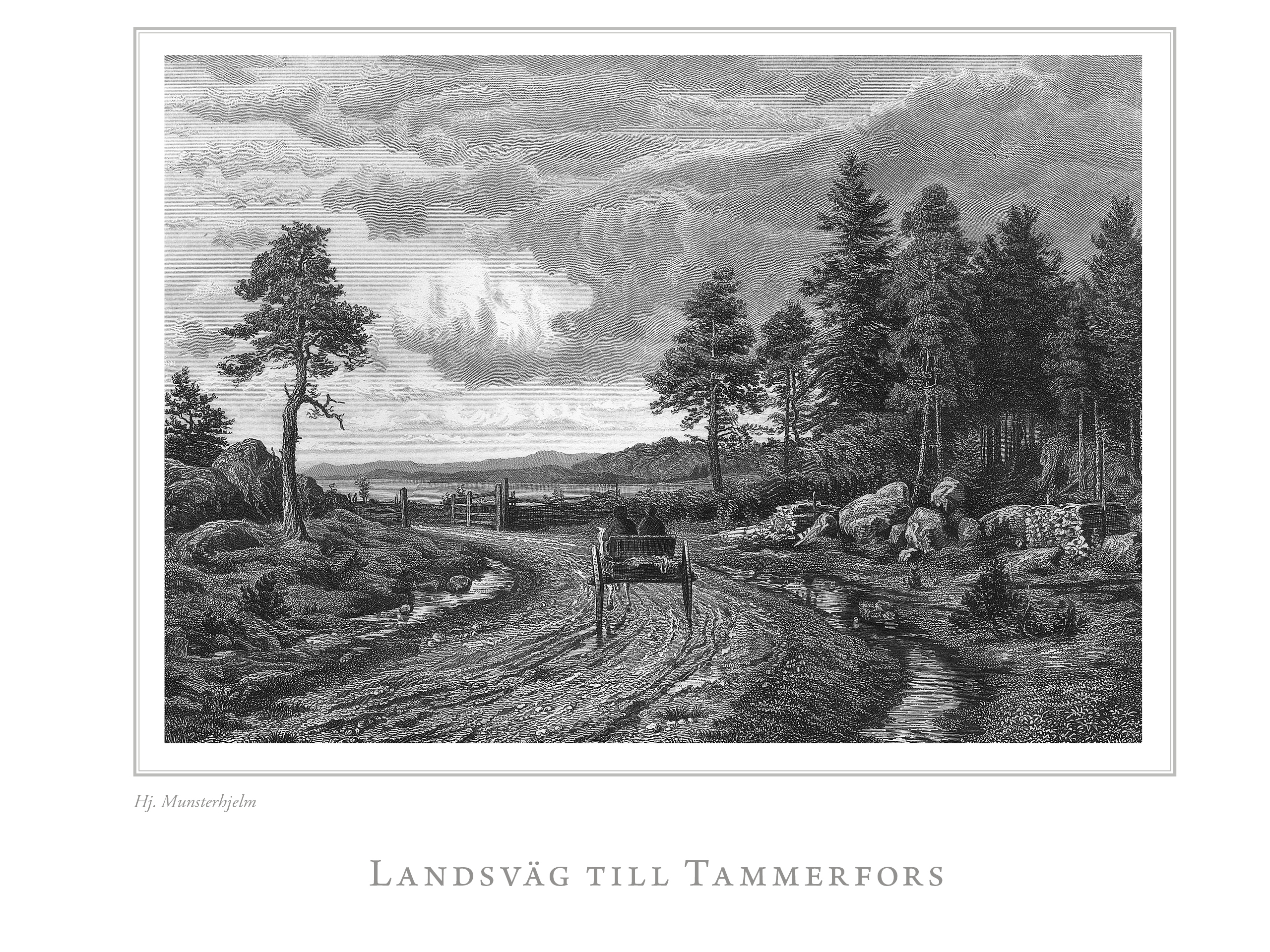
Exempel på landsväg på 1800-talet, illustration från En resa i Finland.

De första vägarna var inte mer än upptrampade stigar. I de fall vägarna passerades av många människor, blev vägarna med tiden hålvägar. Alternativet till att gå var att använda sig av riddjur som hästar varför vägarna inte var mer än ett par decimeter breda. Vägar som var mer än gångstigar är nära förknippad med hjulets utveckling. Vagnar med hjul tillåter mycket högre vikt än att bära lasten (av en person eller ett djur), men bara om det finns en väg, annars är en vagn ingen fördel.
Eftersom vattentransporter är ett lättare sätt att föra med sig varor och produkter än att använda landvägarna dröjde det innan storskaliga vägutbyggnader kom igång. De som hade behov av tyngre transporter såsom säd valde därför läge för magasin, handelsplatser mm vid vatten. Bristen på vägar var ändå ett hinder, som till exempel hindrade uppkomst av städer, som ju behöver föra in matvaror, byggmaterial och annat. Sådana varor måste åtminstone transporteras från växtplatsen till en hamn.
Omkring 2000 år före kristus uppstod de första organiserade vägarna, bland annat i Tvåflodslandet. Vägarna gick då till flodstränderna så att varorna kunde lagras i magasin vid floden och senare skeppas iväg. Även i antika Egypten och Grekland var sjötrafiken mycket större och mer utvecklad än att ta sig fram till lands. Med utvecklingen av dragfordon och hjulet tog vägväsendets utveckling fart. Det var med Romarriket som ett organiserat vägnät började ta form i form av belagda vägar, skjutsstationer och gästgiverier, övervakning med mera.
I norra Europa finns exempel på bronsåldersvägar från tiden 1000 år före kristus, bland annat i Kvarnby i Skåne som hittades 1998. Överlag finns det med undantag för hålvägar och enstaka belagda avsnitt få spår av ett utvecklat vägnät i norra Europa. Hällristningar med hjul och vagnar antyder att vägar byggdes.
Med Roms fall dröjde det innan utvecklingen av vägnätet åter tog fart. Först omkring år 900 tog vägutvecklingen åter fart. I Norden dröjde det till 1500-1600-talet innan en större utbyggnad av vägarna tog vid, detta i samband med att centralmakten stärkte sitt inflytande. Nybyggnad av vägar fortsatte in tills järnvägarna kom på 1800-talet.
Väghållningen började i Norden regleras i riks- och landskapslagar vilka intill vägarnas förstatligande, i Sverige 1944, lade huvudansvaret för underhållet av vägarna på den jordägande menigheten. Från förstatligandet ansvarar Staten genom Trafikverket för de statligt ägda allmänna vägarna. Kommunerna förvaltar kommunala gator. Enskilda vägar förvaltas av vägföreningar eller av enskild fastighetsägare.
1900-talet var ett århundrade som om något innebar en större vägutveckling än alla föregående århundraden. Utvecklingen har gått mot ökad trafikseparering (trottoarer, motorvägar) och mot nya vägmaterial så som betong.

## Bestämmelser för vägar
Enligt de lagar och förordningar som gäller svensk trafik är väg allt som inte är terräng. Allmänna vägar regleras efter väglagen. Den del av väg som är avsedd för fordonstrafik kallas körbana - utanför körbanan kan det bland annat finnas vägren, spärrområde, cykelbana och gångbana. Vägar för biltrafik delas in i olika kategorier efter olika standard. Den lägsta standarden finns ofta på vägar som går under benämningen enskild väg, därefter finns det allmän väg vilket brukar vara normal standard. Vägar där trafikanten på de anslutande vägarna har skyldighet att lämna företräde benämns huvudled och dessa är ofta något större än de anslutande vägarna. De vägar som har allra högst standard benämns motortrafikled och motorväg. Vägar därpå tåg färdas benämns järnvägar.

## Definition
| ”                                           | Väg, banadt, mer eller mindre bredt stycke af marken, löpande i mer eller mindre rak riktning och afsedt, att man skall färdas därpå från ort till annan, vare sig gående, ridande eller med fordon, utan att de senare därvid äro bundna vid ett bestämdt spår, såsom vid lokomotivbanor, hästbanor o. s. v. (se därom Hästbana, Järnväg och Spårväg). Väg i stad kallas vanligen gränd eller gata (se därom Gatläggning). | „ |
| – Nordisk familjebok, den sk. Uggleupplagan | |   |

Ur Förordning om vägtrafikdefinitioner (2001:651):
1. En sådan väg, gata, torg och annan led eller plats som allmänt används för trafik med motorfordon,
2. en led som är anordnad för cykeltrafik, och
3. en gång- eller ridbana invid en väg enligt 1 eller 2.

## Typer av vägar

### Grusväg
Grusväg är en väg som saknar asfalt eller annan form av permanent beläggning såsom betong. Den är istället belagd med grus, vilket ger adekvat väggrepp, bärighet och dränering vid låg trafikbelastning.

### Landsväg
En landsväg är en väg för fordonstrafik utanför tätortsområde som inte är en motorväg. Den är gjord för trafik i båda riktningarna, en tvåfältsväg.

### 2+1-väg
Huvudartikel 2+1-väg
Som mellanstandard mellan två- och fyrfältsväg finns numer 2+1-vägar där vägen i ena körriktningen har omväxlande två och en fil och trafik i den andra körriktningen då har det kompletterande antalet.

### Motorväg
Huvudartikel Motorväg
En motorväg består av två skilda körbanor med en mittremsa emellan, samt planskilda korsningar och på- och avfarter som ansluter till vägen.
Motorvägar är ett exempel på fyrfältsvägar.

## Källhänvisningar
1. 1 2  "väg". NE.se. Läst 20 januari 2015.

- Teknisk Tidskrift.https://runeberg.org/tektid/1932v/0091.html